# Liberale Rabbinervereinigung
Die Liberale Rabbinervereinigung ist ein Zusammenschluss liberaler Rabbiner und Rabbinerinnen in Deutschland. Sie wurde am 28. März 2024 von neunzehn Rabbinerinnen und Rabbinern in Berlin gegründet.
Der Vorstand besteht aus Alexander Grodensky (Luxemburg) als Vorsitzendem, Andreas Nachama (Berlin) und Natalia Verzhbovska (Bielefeld) als stellvertretenden Vorsitzenden.
Das Verhältnis zur Allgemeinen Rabbinerkonferenz Deutschland ist unklar. Chajm zufolge könnte es sich um eine Konkurrenzgründung im Zusammenhang mit den im Jahr 2022 aufgekommenen Querelen um Walter Homolka, die Übernahme des Abraham-Geiger-Kollegs durch den Zentralrat handeln.
Die Liberale Rabbinervereinigung erklärte: „Die Rabbinervereinigung sieht sich der World Union for Progressive Judaism und den mit dieser verbundenen Organisationen, insbesondere der Union progressiver Juden Deutschlands (UPJ) und der European Union for Progressive Judaism (EUPJ), zugehörig.“